# Arne Olsson
Arne Olsson (ur. 31 marca 1930, zm. 12 marca 2024) – szwedzki duchowny, biskup Szwedzkiej Luterańskiej Prowincji Misyjnej w latach 2005-2010.
W 1962 ordynowany na duchownego Kościoła Szwecji. W latach 1962–1992 pracował jako proboszcz w parafiach diecezji Skara i Karlstad. Następnie przeszedł na emeryturę. W latach dziewięćdziesiątych XX wieku związał się z konserwatywnym skrzydłem, które sprzeciwiło się reformom doktrynalnym i obyczajowym w Kościele Szwecji. Włączył się w organizację duszpasterstwa dla ruchu opozycji i tworzenie Prowincji Misyjnej.   
W 2005 konsekrowany w Göteborgu przez zwierzchnika Ewangelicko-Luterańskiego Kościoła Kenii, Waltera Obare na biskupa. W odpowiedzi na to wydarzenie diecezja Karlstad pozbawiła go praw duchownego Kościoła Szwecji.
W latach 2005–2010 był zwierzchnikiem Szwedzkiej Luterańskiej Prowincji Misyjnej. W 2010 przeszedł na emeryturę.